# Карлайл (Південна Кароліна)
Карлайл (англ. Carlisle) — місто (англ. town) в США, в окрузі Юніон штату Південна Кароліна. Населення — 321 особа (2020).

## Географія
Карлайл розташований за координатами 34°35′31″ пн. ш. 81°27′52″ зх. д. / 34.59194° пн. ш. 81.46444° зх. д. (34.592041, -81.464513).  За даними Бюро перепису населення США в 2010 році місто мало площу 3,67 км², уся площа — суходіл.

## Демографія
Згідно з переписом 2010 року, у місті мешкало 436 осіб у 179 домогосподарствах у складі 114 родин. Густота населення становила 119 осіб/км².  Було 241 помешкання (66/км²).
Расовий склад населення:
| - 87,8 % — чорних або афроамериканців - 8,9 % — білих - 0,2 % — азіатів |

До двох чи більше рас належало 3,0 %. Частка іспаномовних становила 0,0 % від усіх жителів.
За віковим діапазоном населення розподілялося таким чином: 23,9 % — особи молодші 18 років, 59,8 % — особи у віці 18—64 років, 16,3 % — особи у віці 65 років та старші. Медіана віку мешканця становила 43,0 року. На 100 осіб жіночої статі у місті припадало 94,6 чоловіків;  на 100 жінок у віці від 18 років та старших — 83,4 чоловіків також старших 18 років.
Середній дохід на одне домашнє господарство  становив 29 916 доларів США (медіана — 23 056), а середній дохід на одну сім'ю — 43 399 доларів (медіана — 43 125). За межею бідності перебувало 24,4 % осіб, у тому числі 4,7 % дітей у віці до 18 років та 25,5 % осіб у віці 65 років та старших.
Цивільне працевлаштоване населення становило 121 особа. Основні галузі зайнятості: виробництво — 32,2 %, освіта, охорона здоров'я та соціальна допомога — 29,8 %, мистецтво, розваги та відпочинок — 11,6 %, роздрібна торгівля — 7,4 %.